# Christie (zespół muzyczny)
Christie – angielska grupa pop rockowa założona w 1969 roku. Ich największy przebój „Yellow River” dotarł na szczyt brytyjskiego zestawienia w 1970 roku.

## Historia
W zespół powstał w 1969 z inicjatywy Vica Elmesa, Mike’a Blakleya oraz Jeffa Christiego, od którego zespół wziął swoją nazwę oraz przy dużej pomocy Alana Blakleya (lidera formacji The Tremeloes).
The Tremeloes nagrał utwór „Yellow River”, ale z powodu innych planów przekazano zarejestrowany materiał grupie Christie, do którego ta miała dograć jedynie partie wokalne.
Wcześniej Jeff Christie brał udział w innych projektach muzycznych m.in. w zespole The Outer Limits, który nagrał "Just One More Chance" (1967), skomponowany przez Christiego, oraz "Great Train Robbery" (1968).
Pierwszy singiel zespołu Christie, „Yellow River” został wydany 23 kwietnia 1970 roku. Piosenka stała się międzynarodowym przebojem, docierając na sam szczyt brytyjskiego zestawienia, w maju tego samego roku. W USA kompozycja Brytyjczyków znalazła się na 23. miejscu listy Billboard Hot 100.
Zespół nie powtórzył już takiego sukcesu, ale ich następny singiel z października 1970 roku, „San Bernadino”, w Szwajcarii dotarł do miejsca pierwszego. Ich poprzedni singiel dotarł tam jedynie do miejsca 4.. W rodzimej Wielkiej Brytanii piosenka uplasowała się na miejscu 7., ale w USA ich singel nie wspiął się wyżej niż #100. Te dwa utwory były jedynymi, które się wyróżniały spośród pozostałych ścieżek ich debiutanckiego, eponimicznego albumu. Trio nie przetrwało, a Mike Blakley zastąpiony został przez Paula Fentona, zaraz przed wydaniem drugiej dużej płyty grupy – For All Mankind (1971).
W 1970 roku zespół Christie zagrał na festiwalu w Sopocie. Konkurs z udziałem Brytyjczyków transmitowany przez satelitę w telewizji, oglądało przed telewizorami 200 mln ludzi zamieszkujących ówczesne tereny państw Układu Warszawskiego. 31 lat później po koncercie zespołu w Rosji na stadionie olimpijskim w Moskwie, fani angielskiej grupy powiedzieli Jeffowi, że czekali, by ich zobaczyć od czasu występu Christie w Sopocie, który widzieli w telewizji. Lata później frontman grupy w wywiadzie stwierdził, że ich występ w sopockiej Operze Leśnej był wyjątkowym w ich karierze momentem.
W nagraniu singla „Iron Horse”, ostatniego który odniósł sukces, brał udział Howard „Lem” Lubin. Późniejsze odejście z zespołu Fentona i Lubina przyspieszyło koniec oryginalnego składu. Wtedy Jeff Christie powołał do zespołu perkusistę Terry’ego Fogga, basistę Rogera Flavella oraz gitarzystę Danny’ego Kriegera. Ich singel „Alabama” z 1974 nie pomógł zespołowi wrócić na szczyt. Później do Christiego i Flavella dołączyli Tony Ferguson, który zastąpił Kriegera, oraz Roger Willis, w miejsce Fogga. Singiel "Jo Jo’s Band", napisany przez Vica Elmesa, został wydany jedynie na rynku południowoamerykańskim. Utwór stał się przebojem w Argentynie i Brazylii. Z kolei ostatni hit formacji – „Navajo” – był numerem 1 na listach przebojów w Meksyku.
W 1990 Jeff Christie przebudował zespół, który tworzyli członkowie brytyjskiej grupy Tubeless Hearts – Kevin Moore, Simon Kay i Adrian „Fos” Foster. Formacja Tubeless Hearts starała się reprezentować Wielką Brytanię w 1991 roku na 36. Konkursie Piosenki Eurowizji z piosenką Jeffa Christiego – „Safe in Your Arms” – ale ich wysiłki okazały się nieskutecznie. W tym składzie formacja koncertowała przez następne 16 lat, sporadycznie nagrywając. W związku z publikacją podwójnego albumu Christiego Floored Masters, kwartet wyruszył w europejskie tournée w 2009. W 2012, Jeff opublikował niewydane wcześniej kompozycje jego autorstwa na podwójnym albumie „No Turn Unstoned”.

## Dyskografia

### Albumy
- Christie – 1970
- For All Mankind – 1971
- Iron Horse – 1972 (nieopublikowany)
- Los Mas Grandes Exitos – 1972
- Navajo  – 1974 (wydany tylko w Meksyku)
- Christie Again – Greatest Hits and More – 2004
- Jeff Christie – Floored Masters (Past Imperfect) – 2009
- No Turn Unstoned – 2013

### Single
- "When The Work Is Thru'" – 1967
- "Just One More Chance"/"Help Me Please" – 1967
- "Great Train Robbery"/"Sweet Freedom" – 1968
- "Yellow River" – 1970 –  #1 (UK Singles Chart)
- "San Bernadino" – 1970 –  #5 (UK Singles Chart)
- "Man Of Many Faces"/"Country Sam" – 1971 –  #48 (Media Control Charts)
- "Everything’s Gonna Be Alright"/"Freewheeling Man"/"Magic Highway" – 1972
- "Peace Lovin Man/Picture Painter" – 1972 (tylko w Azji)
- "Iron Horse/Every Now and Then" – 1972 –  #47 (UK Singles Chart)[19]
- "Fools Gold/Born To Lose" – 1973
- "JoJo’s Band/California Sun" – 1973 (tylko Ameryka Południowa)
- "The Dealer/Pleasure and Pain" – 1974
- "I’m Alive/Alabama" – 1974
- "JoJo’s Band/California Sun" – 1974 (tylko Ameryka Południowa)
- "Navajo"/"Guantanamera" – 1975 – #1 w Meksyku[31]
- "Most Wanted Man in the USA"/"Rockin’ Suzanna" – 1976
- "Both Ends of the Rainbow/Turn On Your Lovelight" – 1980 (jako Jeff Christie)
- "Tightrope"/"Somebody Else" – 1980 (jako Jeff Christie)
- "Happy Christmas (War Is Over)/Yuletide Lights" – 1997
- "Hattrick of Lions (Come On England)" – 2010 (jako Jeff Christie)